# 4-碘苯甲醛
4-碘苯甲醛是一种有机化合物，化学式为C7H5IO。它可由4-碘苯甲醇和二氧化锰反应制得。它和苯硼酸在催化下反应，可以得到联苯-4-甲醛。